# Bianca Lattuada
Bianca Lattuada Marchesi (Milano, 24 aprile 1912 – Milano, 4 dicembre 2005) è stata una produttrice cinematografica italiana.

## Biografia
Figlia del musicista Felice Lattuada e sorella del regista cinematografico Alberto, è stata attiva nel cinema dal 1947 al 1976. È stata segretaria di edizione, direttrice di produzione e responsabile del casting di diversi film, molti dei quali realizzati dal fratello.
Rimasta vedova di Corradino Marchesi, collaboratore dell'editore Bompiani, Bianca Lattuada visse a lungo, fino alla morte nel 2005, con lo scrittore Aldo Buzzi.

## Filmografia
(ove non diversamente indicato, come direttore di produzione)
- Il delitto di Giovanni Episcopo, regia di Alberto Lattuada (1947, segretaria di produzione)
- Cuori senza frontiere, regia di Luigi Zampa (1950, produttore)
- Luci del varietà, regia di Alberto Lattuada e Federico Fellini (1950)
- Il medium, regia di Gian Carlo Menotti (1951)
- Il cappotto, regia di Alberto Lattuada (1952)
- L'età dell'amore, regia di Lionello De Felice (1953)
- La lupa, regia di Alberto Lattuada (1953)
- Ballata tragica, regia di Luigi Capuano (1954)
- Il letto, episodio "Il divorzio", regia di Gianni Franciolini (1954)
- Racconti romani, regia di Gianni Franciolini (1955)
- Dolci inganni, regia di Alberto Lattuada (1960)
- La steppa, regia di Alberto Lattuada (1962)
- La congiura dei dieci, regia di Baccio Bandini (1962)
- La rimpatriata, regia di Damiano Damiani (1963)
- New York chiama Superdrago, regia di Giorgio Ferroni (1966)
- Don Giovanni in Sicilia, regia di Alberto Lattuada (1967)
- Cuore di cane, regia di Alberto Lattuada (1976)
- La cicala, regia di Alberto Lattuada (1980, produttore associato)